# ショコラ (漫画)
『ショコラ』は、窪之内英策による日本の漫画作品。『ビッグコミックスピリッツ』（小学館）にて、1999年47号から2003年42号まで連載された。
足を洗った暴力団の団員と、愛情に飢えた少女が織りなすストーリー漫画。単行本は全7巻。2度テレビドラマ化されており、1度目は日本のMBS（ドラマ30枠）、2度目は台湾によって制作されている。

## あらすじ
辰巳千夜子は、社長令嬢で経済的には何不自由なく育ったが、ある日父の会社が倒産してしまう。母の摩耶は千夜子が3歳の時に小麦組・組長松吉と駆け落ちしてしまったが半年前に交通事故で亡くなった。行く当ても無く、家に残された千夜子は父と誕生日を祝おうと買ってきたケーキを呆然と眺めていた。一方で松吉は、摩耶の死をきっかけに「摩耶」という名のケーキショップを開店していた。ある日そこに千夜子がやってくる。さっき千夜子が眺めていたケーキの箱には松吉の住所が書かれたメモが入っていたのだ。そして唖然としている松吉とケーキ屋で働いている団員たちと市吾に向かって「今日からここで暮らしてあげる」と宣言した。こうして何の血のつながりも無い人たちが一つ屋根の下で暮らしていくことになった。

## 登場人物
辰巳 千夜子（たつみ ちよこ）
本作の主人公。財閥の娘だったが、倒産して父親が失踪。幼い頃に生き別れた母も2ヶ月前に交通事故で亡くなり、母親の駆け落ち相手である松吉のところへやってくる。母親に瓜ふたつのショートカットの女子高校生。市吾に恋をする。
加藤 市吾（かとう いちご）
元小麦組組員。昔気質のヤクザで28歳。素手で15人の組員を病院送りにし、五年半刑務所に入って仮釈放の身。一本気で小麦組の再建を願いつつ千夜子に翻弄される。
小麦 松吉（おむぎ まつきち）
元小麦組の組長。「修羅の松」と恐れられていたが、最愛の妻を交通事故で亡くしたことをきっかけに組を解散し、ケーキ屋を開店する。市吾が心から尊敬する懐の深さの持ち主。ケーキ屋の店主だが、彼の作るケーキはお世辞にも美味しいとは言えない。
栗男（くりお）
元小麦組組員。「韋駄天の栗男」と呼ばれており、弱いが喧嘩っ早い性格。暴走族上がりで低い身長にリーゼントが特徴。気は短いが心根のやさしい人情肌。市吾を兄貴として心から慕っている。
修造（しゅうぞう）
元小麦組組員。サングラスに角刈り。元ヒットマンだったことから、ところかまわず銃を乱射する性分が抜けない。口数は少ないが料理の腕が意外に上手。
萩尾 奈々（はぎお なな）
蓬学園の新任教師。千夜子たちのクラスの臨時担任になる。5年前に市吾と恋人同士だった。ロングヘアーで左目下のホクロが特徴。しっとりした落ち着いた美人。
椎名（しいな）
市吾とは同じ孤児院で育った幼なじみ。子供の時は泣き虫でいつも市吾に守られてきたことで、いつの間にか市吾を超えることを胸に秘めて極道の世界に入ってきた。小麦会解散後に稲虫会に移る。
河津（かわず）
稲虫会の若頭。小柄でオールバック。眉間にかつて市吾につけられた傷がある。千夜子の会社の債権者で、何かと市吾と対立する。挙げ句の果てには千夜子を誘拐した。
阿門（あもん）
元小麦組の組員。大柄で丸刈り。見た目の恐さとは逆に中身は子供のままであり、極端な方向音痴でよく迷子になる。シャボン玉と絵を描くことが得意な24歳。
小豆（あずき）
千夜子のクラスメイトで幼なじみ。丸いメガネの体型も小柄で丸い。干渉好きでミーハーでおしゃべり。
御手洗 リル子（みたらし リルこ）
千夜子の蓬学園での同級生。プライドが高く、才色兼備を気取っているが、いつも千夜子がいるせいで2番手にいることが許せず何かと彼女に意地悪をする。
辰巳 摩耶（たつみ まや）
千夜子の母親。物語開始時点で既に故人。千夜子が幼い時に松吉と駆け落ちして千夜子とは離れ離れに。ケーキ作りが上手であり、松吉の誕生祝いのケーキ材料を買った帰りに交通事故で亡くなってしまう。

## 用語解説
小麦組（おむぎぐみ）
松吉を組長とするヤクザの組織。市吾や栗男、修造などが組員だったが、松吉が妻を亡くしたことをきっかけに解散する。松吉がケーキ屋を始めたことに納得のいかない市吾はなんとか再建を夢見ている。
CAKE HOUSE「摩耶」（ケーキハウスまや）
松吉が亡き妻を想って開店したケーキ屋。松吉の作るケーキの不味さや店員が元ヤクザの組員であることから、さっぱり客が来ない。行くあてを失くした千夜子がここで暮らすことになる。

## テレビドラマ
2003年5月26日から7月25日まで、MBS制作・TBS系列「ドラマ30」枠で放送された。主演は大塚ちひろ。全45話。

### キャスト
- 辰巳千夜子〈16〉 - 大塚ちひろ
- 小麦松吉〈57〉 - 夏八木勲
- 加藤市吾〈33〉 - 高橋和也
- 雨宮君枝〈65〉 - 冨士眞奈美
- 辰巳憲彦〈52〉 - 平泉成
- 川津良一郎〈40〉 - 黒田アーサー
- 中ノ島くるみ〈45〉 - 大島蓉子
- 光村栗男〈24〉 - 石井揮之
- 朝倉修造〈26〉 - 中尾一貴
- 阿門忠〈23〉 - 烏川耕一
- 中ノ島達人〈19〉 - 安田章大
- 小泉有香〈26〉 - 臼井静
- 高木小豆〈16〉 - 佐久間麻由
- 御手洗リル子〈16〉 - 秋山莉奈
- 萩尾奈々〈28〉 - 川津春
- 小泉正太〈8〉 - 松田和

### スタッフ
- 原作：窪之内英策（小学館「ビッグスピリッツコミックス」刊）
- 脚本：横田理恵、篠崎絵里子
- 音楽：渡辺博也
- 主題歌：「魔法の言葉〜Would you marry me?〜」Do As Infinity（avex trax）
  - （作詞・作曲：D・A・I / 編曲：D・A・I、Seiji Kameda）
- 原案協力：山崎敏文、細川祐司（小学館「週刊ビッグコミックスピリッツ」編集部）
- 制作：青井邦臣（MBS）
- プロデューサー：日高英雄、上川栄
- 制作協力：MBS企画、東通企画
- 製作著作：毎日放送

| MBS・CBC 平日13時台後半（ドラマ30枠） | MBS・CBC 平日13時台後半（ドラマ30枠） | MBS・CBC 平日13時台後半（ドラマ30枠）               |
| 前番組                                | 番組名                                | 次番組                                              |
| ------------------------------------- | ------------------------------------- | --------------------------------------------------- |
| 愛の110番 （2003.3.31 - 5.23）        | ショコラ （2003.5.26 - 7.25）         | キッズ・ウォー5 〜ざけんなよ〜 （2003.7.28 - 9.26） |

## テレビドラマ（台湾版）
台湾・中国大陸・香港の共同制作によってテレビドラマ化された。原題は『流氓蛋糕店』。
主演は長澤まさみ。共演は台湾の俳優のラン・ジェンロン。監督は台湾で活躍する日本人俳優兼監督の北村豊晴で、自らも出演している。
台湾版では設定を一部変更し、長澤は日本で生まれ育った華僑の音大生を演じる。長澤演じる主人公が、亡母の駆け落ち相手で、ケーキ屋を経営するヤクザの元組長の元に転がり込むことから始まるストーリー。血縁関係がない2人の絆や元組長の子分らとの友情、恋愛模様を描く。長澤は2012年9月から台湾に約4か月滞在し、ほぼ全編、北京語の台詞で演じている。
1話90分、全13話で、2014年1月10日より台湾電視公司で放送を開始し、週間視聴率で4位を記録した。今後、シンガポールで1月18日より、香港では2月8日より放送開始で、アジア10か国で順次展開予定。
日本では、CSでは2014年8月28日よりドラマ専門チャンネル「ホームドラマチャンネル」で全22話で放送。BSでは2015年4月28日から2015年5月27日までBS-TBSで放送された。

### キャスト
- 辰巳千恵（辰巳千夜子） - 長澤まさみ
- チン・シーウー〈秦是吾〉（加藤市吾） - ラン・ジェンロン
- マイ・ソンチー〈麥松奇〉（小麦松吉） - マー・ルーロン
- 阿栗（光村栗男） - ウー・ジエンハー
- 修造（朝倉修造） - イン・ウェイミン
- 奈奈（萩尾奈々） - ペギー・ツェン
- 謝澤 - テット・ワダ

### スタッフ
- 監督 - 北村豊晴
- 脚本 - チー・シーリン、チェン・ホイルー
- 製作 - 可米国際影視（中国語版）、華策影視（中国語版）、羚邦集団（中国語版）